# Premi Atos - Joseph Fourier
El Premi Atos-Joseph Fourier és una competició anual dirigida als científics de tot el món, que es presenten, individualment o en equips, a les competicions locals (actualment a França, Txèquia, Regne Unit i Irlanda).
És un guardó internacional que premia l'excel·lència científica amb l'objectiu de promoure el treball d'investigadors, acadèmics i científics industrials en les àrees de la informàtica avançada, la intel·ligència artificial i la descarbonització. El Premi Atos-Joseph Fourier es va convocar per primer cop a França l'any 2009 promocionat per l'empresa Bull, que ara forma part d'Atos, i per GENCI (Grand Equipement National de Calcul Intensif). El premi homenatja el llegat de Fourier que va contribuir a la modelització matemàtica dels fenòmens físics.